# Glos-sur-Risle
Glos-sur-Risle – miejscowość i gmina we Francji, w regionie Normandia, w departamencie Eure.
Według danych na rok 1990 gminę zamieszkiwały 442 osoby, a gęstość zaludnienia wynosiła 60 osób/km² (wśród 1421 gmin Górnej Normandii Glos-sur-Risle plasuje się na 498. miejscu pod względem liczby ludności, natomiast pod względem powierzchni na miejscu 509).